# Fronteiras da Linguagem
Fronteiras da Linguagem foi uma exposição especial com curadoria de Gaudêncio Fidelis dentro do projeto da 5ª Bienal do Mercosul.
Mostrou obras de Ilya e Emilia Kabakov, Stephen Vitiello, Marina Abramovic e Pierre Coulibeuf. Entre as obras apresentadas pela exposição estava O Museu Vazio (The Empty Museum), uma instalação do casal Kabakov, reconstruída para a Bienal. Trata-se da réplica de uma sala de um museu vazio, tendo como referência uma instituição do século XIX onde se ouve apenas a música Passacaglia, de Bach.